# دختر چشم قهوه‌ای
«دختر چشم قهوه‌ای» (انگلیسی: Brown Eyed Girl)، ترانه ای از خواننده و ترانه‌سرا ون موریسون اهل ایرلند شمالی. نوشته موریسون و ضبط آن در مارس ۱۹۶۷، به عنوان یک تک آهنگ در ژوئن همان سال در لیبل Bang منتشر شد و در رتبه ۱۰ در بیلبورد هات ۱۰۰ قرار گرفت.